# Marcin Gottlieb

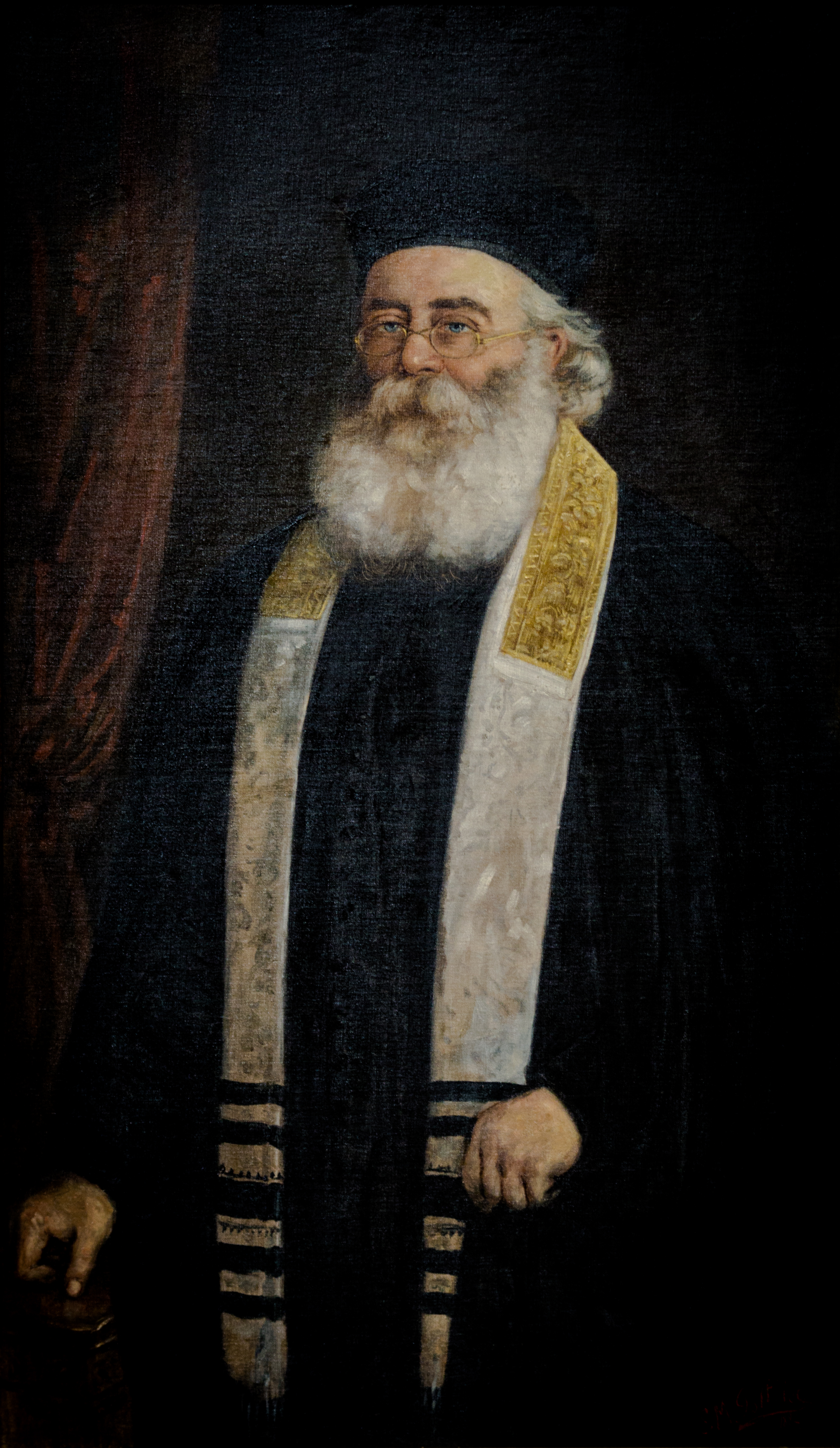
Rabbin, par Marcin Gottlieb
– Coll. Musée Juif de Galicie, Cracovie.

Marcin Gottlieb, né en 1867 à  Drohobycz en Galicie (Empire austro-hongrois), et mort en 1936, est un artiste-peintre juif polonais.

## Biographie
Marcin Gottlieb est issu d’une famille juive orthodoxe. Il est le frère des peintres Filip Gottlieb, Marceli Gottlieb, Maurycy Gottlieb (1856-1879) mort prématurément à l’âge de vingt-trois ans, et Léopold Gottlieb, membre de l’École de Paris.
Il reste le plus méconnu de la famille en raison de la rareté de ses œuvres sur le marché de l’art.

## Expositions
- Rav, Rabbi, Rebbe. Rabbis in Poland, Jewish Historical Institute, Varsovie, 2012  (ISBN 978-83-61850-33-5)
- Musée Juif de Galicie à Cracovie.